# Grotenberge
Grotenberge est une section de la ville belge de Zottegem dans le Denderstreek située en Région flamande dans la province de Flandre-Orientale. C'était une commune à part entière avant la fusion des communes de 1971.

## Géographie
Le point culminant du village se situe à 93 mètres. Les ruisseaux locaux se jettent dans la Zwalm, le Molenbeek-Ter Erpenbeek se jette dans  la Dendre et le Molenbeek se jette dans l'Escaut.

## Démographie

### Évolution démographique
- Sources : INS, Rem. : 1831 jusqu'en 1961 = recensements[2].

## Carte

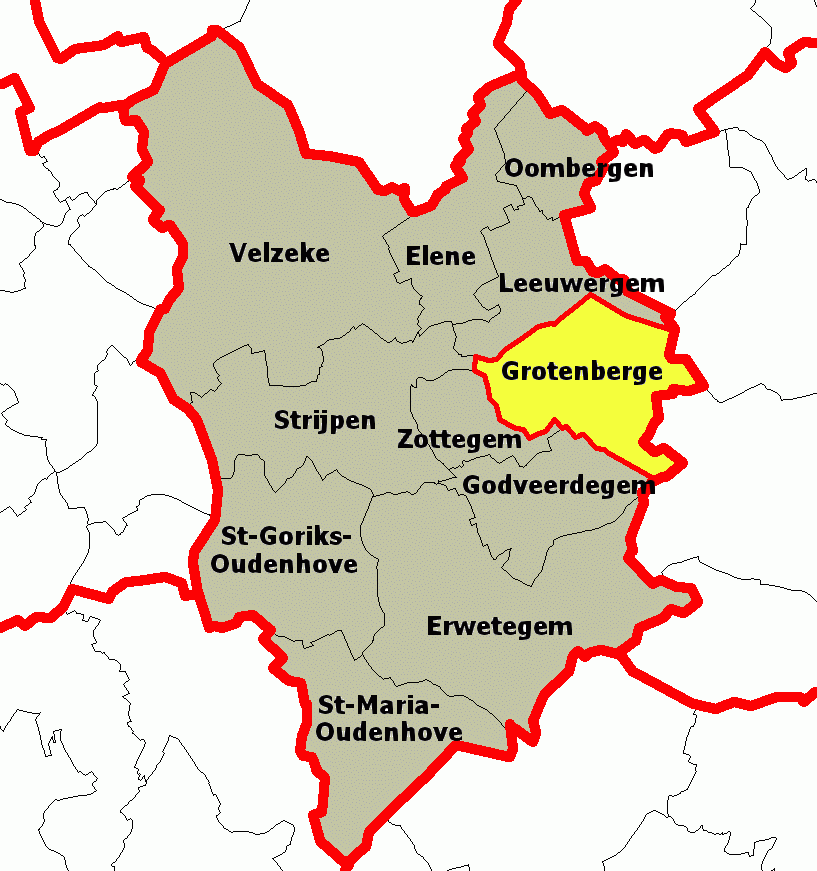